# Léon Augustin Lhermitte

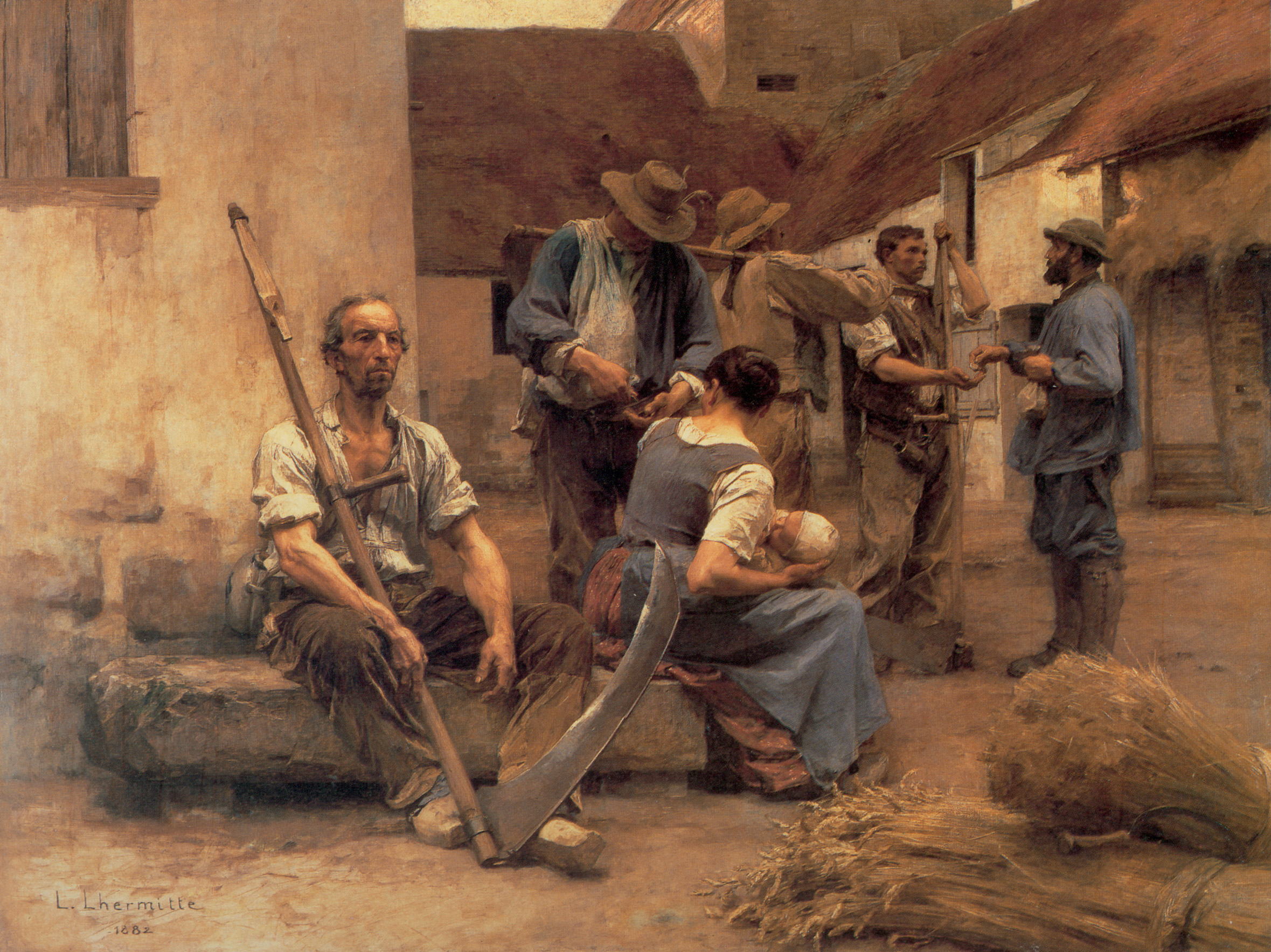
La Paye des moissonneurs, 1882

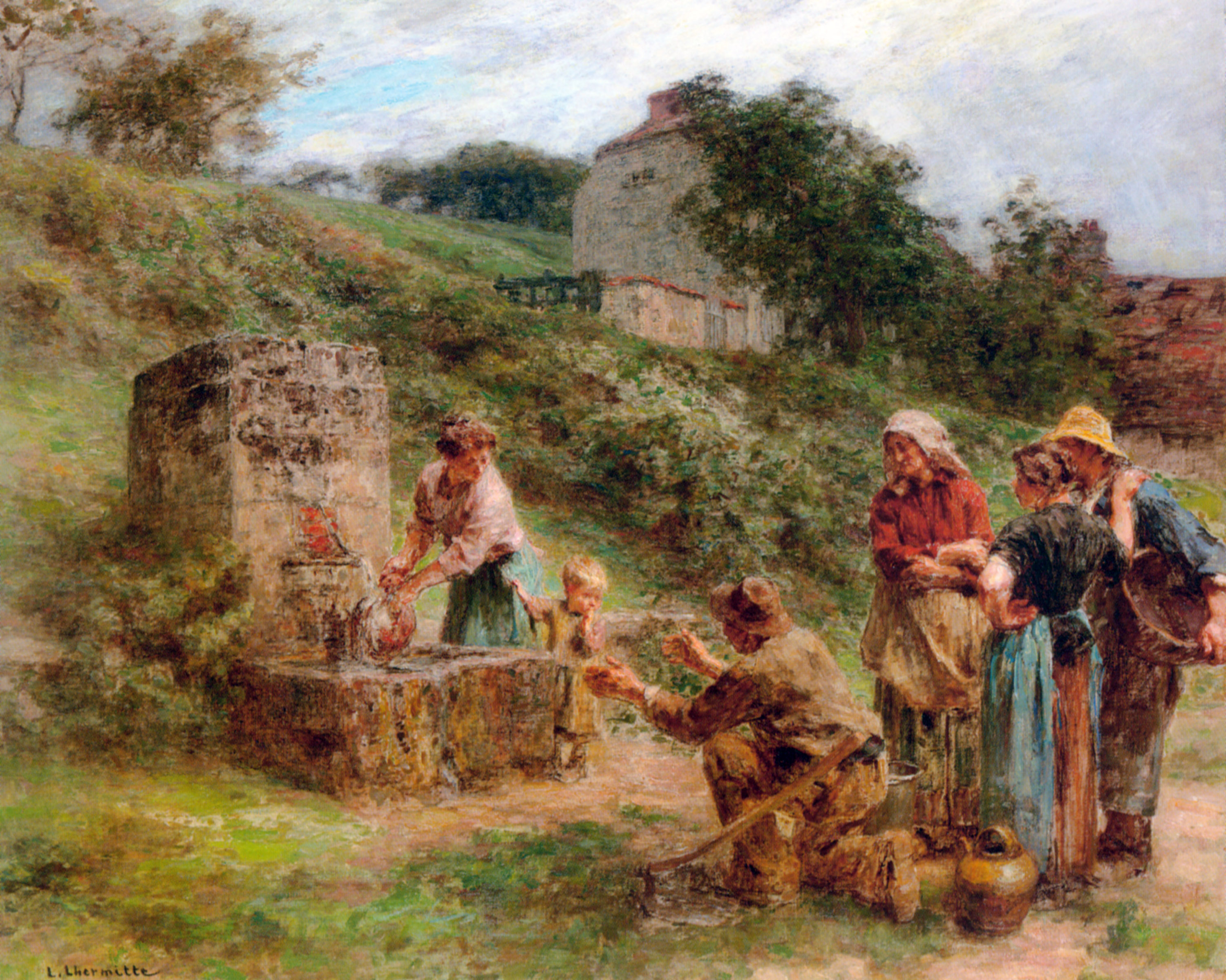
A la fontaine, 1912

Léon Augustin Lhermitte, znany również jako Léon Augustin L’hermitte (ur. 31 lipca 1844 w Mont-Saint-Père, zm. 28 lipca 1925 w Paryżu) – francuski malarz realista.
Urodził się na wsi, był synem prowincjonalnego nauczyciela. Od najmłodszych lat wykazywał zdolności plastyczne, dzięki stypendium, które przyznał mu Aleksander Colonna-Walewski, mógł ukończyć studia artystyczne w École des Beaux-Arts. Jego nauczycielem był Horace Lecoq de Boisboudran (1802-1897), który nauczał malarstwa metodą polegającą na zapamiętywaniu.
Lhermitte debiutował w paryskim Salonie w 1864, w czasie długich lat aktywności artystycznej był wielokrotnie nagradzany m.in. w 1884 otrzymał Legię Honorową w 1910 Krzyż Komandorski Legii Honorowej, a w 1889 Grand Prix na Wystawie Światowej w Paryżu.
Artysta malował przede wszystkim realistyczne sceny ilustrujące pracę i proste życie na wsi. Szczególną uwagę zwracał na macierzyństwo i relacje matka-dziecko. Posługiwał się początkowo techniką olejną, później preferował pastele, wykonywał też akwaforty. Był aktywny do ostatnich lat życia, jego prace eksponowane są muzeach na całym świecie m.in. w Paryżu, Bostonie, Waszyngtonie, Chicago, Montrealu i Moskwie
Syn artysty, Jacques Jean Lhermitte (1877–1959) był znanym lekarzem neurologiem i psychiatrą.
W latach 50. XX w. twórczość Lhermitte’a miała wpływ na rozwój realizmu socjalistycznego w krajach komunistycznych.